# John Block

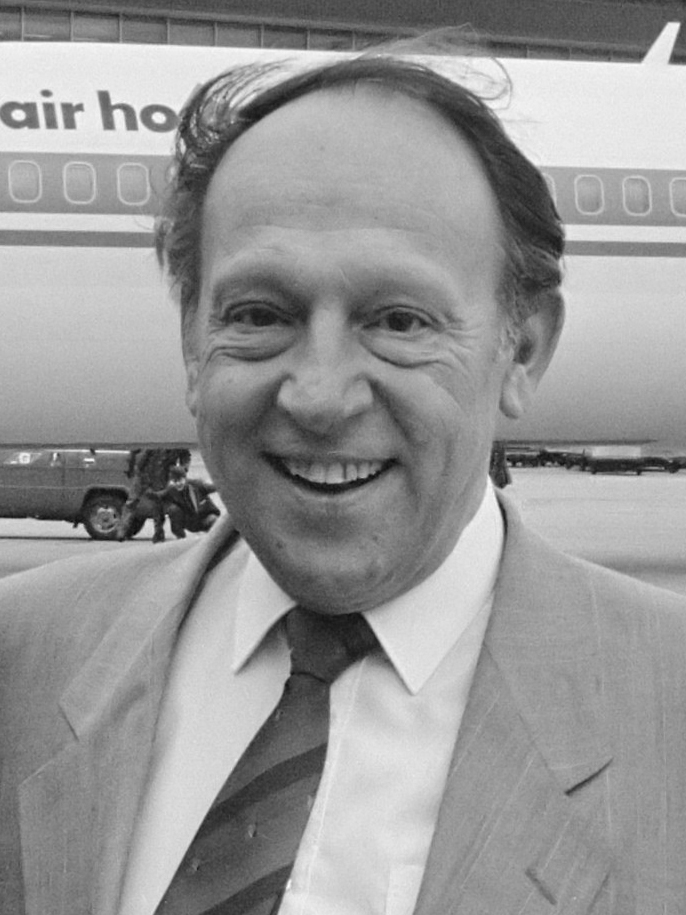
John Block (1985)

Johan Nicolaas Block (Amsterdam, 18 mei 1929 - 11 april 1994) was een Nederlands luchtvaartpionier. Hij was medeoprichter van de luchtvaartmaatschappij Martinair en oprichter van Transavia en Air Holland.

## Levensloop
Block, zoon van een onderwijzer, woonde in zijn jeugd op de Admiraal de Ruijterweg in Amsterdam. Na de Tweede Wereldoorlog solliciteerde hij als radiotelegrafist bij luchtvaartmaatschappij KLM maar werd afgewezen. Tijdens zijn diensttijd haalde hij het groot militair brevet.  Na zijn diensttijd werkte Block eerst bij Holland Radio, een onderdeel van de PTT. 
In zijn vrije tijd verwierf hij het brevet voor de burgerluchtvaart waarmee hij bij het Nederlands Luchtreclamebedrijf van Martin Schröder  aan de slag kon als sleper. Block en Schröder richtten vervolgens samen Martin's Air Charter (later Martinair) op en introduceerden de vliegvakanties. Block stapte, na een meningsverschil met Schröder in 1965 op, werkte kort bij een reisbureautje in Haarlem en werd in 1966 uitgenodigd door de Amerikaan Chalmers Goodlin, eigenaar van de slapende luchtvaartmaatschappij Transavia Limburg, om een vergunning te verwerven om met een DC-6 vanaf Luchthaven Schiphol te mogen vliegen. Block werd vervolgens door eigenaar Goodlin aangesteld als [commercieel] directeur. 
De naam werd officieel omgezet in Transavia Airlines, dat vervolgens uitgroeide tot 'Nederlands grootste vakantievervoerder in de lucht' en concurrent van Martinair. In 1968 vervoerde de maatschappij al 145.000 vakantiegangers met een omzet van 10 miljoen gulden.  Na een conflict verliet hij het bedrijf in 1975, Transavia had toen 45% van de Nederlandse vakantiemarkt in handen. Block richtte zich vervolgens kort op de markt voor zakenreizen met het door hem in 1977 opgerichte Jetstar Holland BV.
In 1984 richtte hij vervolgens Air Holland op dat de concurrentie met Transavia en Martinair aanging en 1989 een notering verwierf op de Amsterdamse effectenbeurs. De maatschappij ging eind 1991 failliet. Later beleefde Air Holland nog diverse doorstarts, maar Block maakte die niet meer mee; in september 1991 stapte hij bij de maatschappij op en in 1994 overleed hij.